# Тундорф ин Унтерфранкен
Тундорф ин Унтерфранкен (њем. Thundorf in Unterfranken) општина је у њемачкој савезној држави Баварска. Једно је од 26 општинских средишта округа Бад Кисинген. Према процјени из 2010. у општини је живјело 1.134 становника. Посједује регионалну шифру (AGS) 9672157.

## Географски и демографски подаци
Тундорф ин Унтерфранкен се налази у савезној држави Баварска у округу Бад Кисинген. Општина се налази на надморској висини од 330 метара. Површина општине износи 15,6 km². У самом мјесту је, према процјени из 2010. године, живјело 1.134 становника. Просјечна густина становништва износи 73 становника/km².

## Међународна сарадња
| Мјесто      | Држава     | Врста сарадње | Од    |
| ----------- | ---------- | ------------- | ----- |
|             | Француска  | партнерство   | 1989. |
| Конц ле Бен | Француска  | контакт       | 2000. |
|             | Швајцарска | контакт       | 1988. |
| Извор       |            |               |       |